# Pedro Piqueras
Pedro María Piqueras Gómez (Albacete, 6 de mayo de 1955) es un periodista y presentador de televisión español. Desde 2006 hasta finales de 2023 dirigió y presentó Informativos Telecinco.

## Trayectoria profesional
Licenciado en Ciencias de la Información en Periodismo por la Facultad de Ciencias de la Información (Universidad Complutense de Madrid), tiene una trayectoria que abarca 50 años, 16 en radio y 34 en televisión, trabajando como presentador de informativos y programas de actualidad. Ha sido distinguido con diversos premios a su labor profesional como el Premio Ondas, la Antena de Oro, el Premio Eisenhower o la Medalla de Oro de Castilla-La Mancha en 2021.
Comienza su trayectoria profesional en el diario Pueblo en 1973, del que es corresponsal durante sus estudios de Periodismo. Inmediatamente después, en 1977, forma parte de la plantilla de RNE como redactor de Radio Exterior de España y del Área de Internacional de Informativos de RNE. Años más tarde es director de los informativos de fin de semana, director de 24 horas y en 1986 es director de 14 horas, los informativos de las dos de la tarde de Radio 1 de RNE, de lunes a viernes. También en RNE, ocupa la dirección de Al cabo de la calle (1991) y Abrimos los sábados (1992).
En agosto de 1988 ingresa en la redacción central de Informativos de Televisión Española en Torrespaña, como director-presentador del Telediario Segunda Edición de lunes a viernes desde octubre de 1988, hasta marzo de 1989. Después, desde junio de 1989 y hasta mayo de 1990 es director del programa Buenos días.
En mayo de 1990 pasa a presentar y dirigir el Telediario Primera Edición de lunes a viernes con Elena Sánchez hasta 1993, cuando abandona RTVE para incorporarse a Antena 3 Television.
En septiembre de 1993 se une a Antena 3 TELEVISION como director y presentador de la segunda edición de Antena 3 Noticias de lunes a viernes junto a María Rey. En septiembre de 1996 asume la dirección y presentación del programa Espejo público.
En septiembre de 1998 vuelve a los informativos al frente de las ediciones de Fin de semana junto a Miryam Romero primero, Sandra Barneda después y finalmente en solitario. En septiembre de 2002 se hace cargo de las mañanas de Antena 3 con el fallido magazine A plena luz, que solo permaneció tres meses en antena. En las labores de presentación estaba acompañado por Yolanda Alzola y Mar Saura.
Desde enero de 2003 se ocupa de diversos especiales como Diario de guerra y, a partir de septiembre de 2003, pone en marcha el informativo de medianoche 7 días, 7 noches. En marzo de 2004 asume la dirección y presentación de la tertulia matinal La respuesta, que abandonó dos meses después para asumir la dirección de RNE.
En mayo de 2004 accede a la dirección de Radio Nacional de España. Ocupó el cargo, del que dimitió, hasta enero de 2006. Además, volvió a TVE, en La Segunda Cadena, donde dirigió y presentó el espacio de debate Enfoque (10/2004-01/2006).
Tras abandonar RNE en enero de 2006, se iba a reincorporar a Antena 3 Television tras expirar la excedencia que pidió a la cadena, pero el 25 de enero de 2006, Tele 5 confirma el fichaje de Piqueras para convertirse en el nuevo director de Informativos de la cadena en sustitución de Juan Pedro Valentín. Esto provoca cambios en los informativos, tanto en la cabecera como en la sintonía que había tenido durante los años anteriores. Además de ser el director de informativos, también presenta y dirige la edición nocturna de Informativos Telecinco de lunes a viernes a las 21:00h, desde el 27 de febrero de 2006. Entre septiembre de 2009 y julio de 2010 pasa a la edición de las 15:00h de Informativos Telecinco de lunes a viernes, regresando desde septiembre de 2010 a la edición nocturna.
Durante los 16 años que permanece al frente del informativo nocturno, consigue imponerse con holgura al de Antena 3 desde 2010 y, a partir de 2013, superar con creces también al de TVE, siendo líder absoluto durante seis años, entre los años 2013 y 2019 y durante 93 meses consecutivos, entre noviembre de 2012 y julio de 2020.

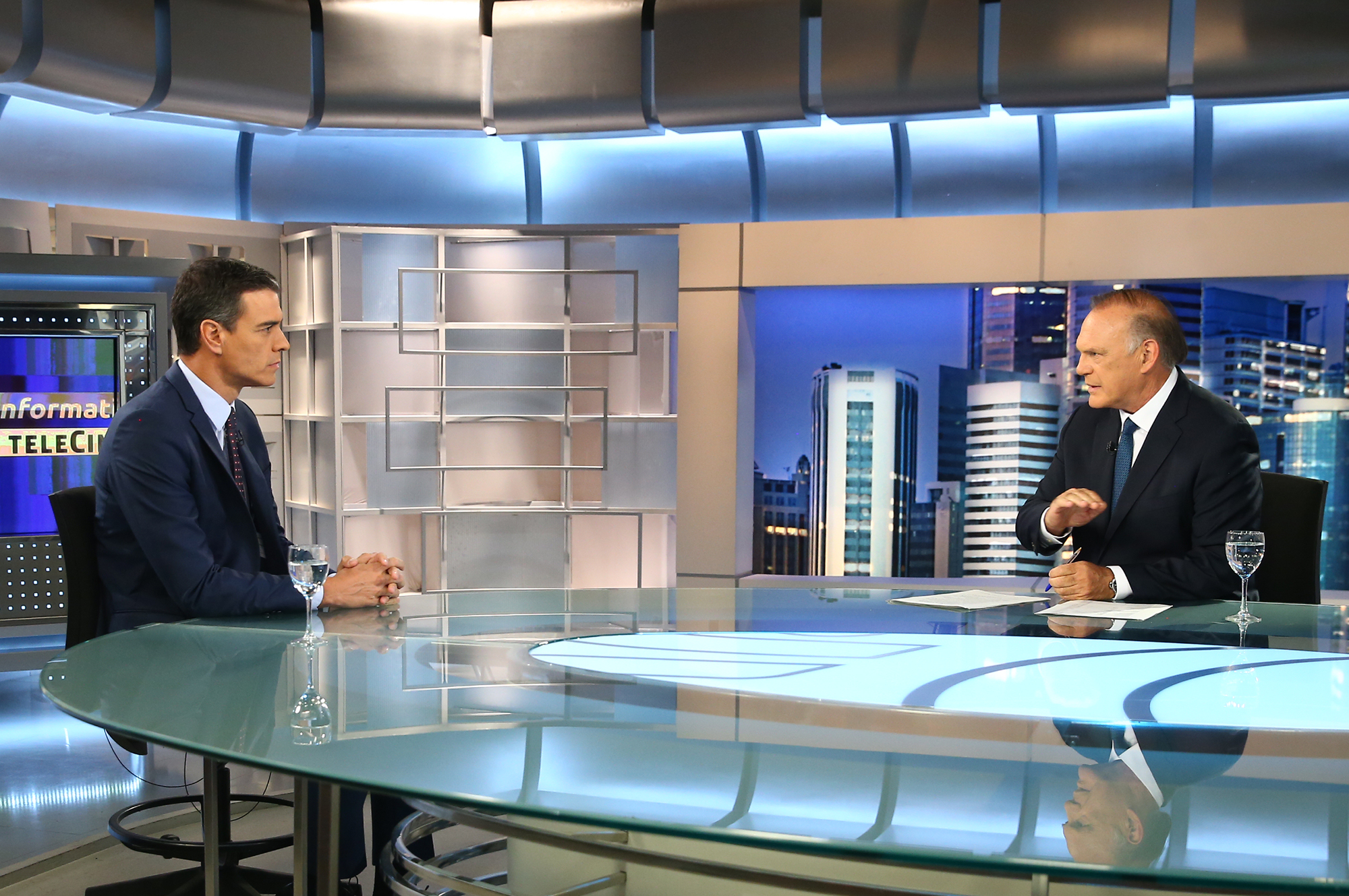
Piqueras entrevistando al entonces presidente del Gobierno en funciones, Pedro Sánchez, en 2019.

El 19 de junio de 2014 formó parte del despliegue informativo de Mediaset España con motivo de la proclamación del Rey Felipe VI junto a Ana Rosa Quintana y Jesús Cintora.
El 13 de junio de 2016, presentó junto a Ana Blanco y Vicente Vallés el debate organizado por la Academia de Televisión, entre Mariano Rajoy, Albert Rivera, Pedro Sánchez y Pablo Iglesias, con motivo de las elecciones generales de 2016.
El 20 de noviembre de 2023 anuncia su retirada de la televisión a finales de ese año por decisión propia, poniendo fin a una brillante carrera profesional tras pasar los últimos 17 años al frente de Informativos Telecinco. El 21 de diciembre de 2023, presenta por última vez Informativos Telecinco. Tras su retirada de primera línea, comienza a dar clases de comunicación con empatía a un grupo de alumnos del Máster de Administración de Empresas en Industria Farmacéutica de la Escuela Talento Ephos.
Desde el 15 de septiembre de 2024, Pedro, colabora en No es un día cualquiera, programa de fin de semana de Radio Nacional dirigido por Pepa Fernández.

## Filmografía

### Televisión
| Año       | Programa               | Cadena | Notas                  |
| --------- | ---------------------- | --- | ---------------------- |
| 2002      | A plena luz            | Antena 3 | Presentador            |
| 2003-2004 | 7 días, 7 noches       | Antena 3 | Presentador            |
| 2004      | La respuesta           | Antena 3 | Presentador y director |
| 2004-2006 | Enfoque                | La 2 | Presentador y director |
| 2006-2023 | Informativos Telecinco | Telecinco | Presentador y director |
| 2016      | Debate a cuatro 2016   | La 1, Antena 3, Telecinco, La Sexta, 24 horas, Trece, Intereconomía, Telemadrid, Canal Sur Televisión, Aragón TV, 7 Televisión Región de Murcia, CMM TV, Canal Extremadura, La 7, La Otra, Canal Sur Andalucía, Andalucía TV y TV Mediterráneo | Presentador            |
| 2023      | Planeta Calleja        | Cuatro | Invitado               |
| 2023      | Viajando con Chester   | Cuatro | Invitado               |
| 2024      | Babylon Show           | Telecinco | Invitado               |
| 2025      | El hormiguero          | Antena 3 | Invitado               |
| 2025      | Espejo público         | Antena 3 | Invitado               |
| 2025      | Y ahora Sonsoles       | Antena 3 | Invitado               |
|           |                        | |                        |

### Cine
| Año  | Película              | Director               | Personaje                   |
| ---- | --------------------- | ---------------------- | --------------------------- |
| 2009 | Celda 211             | Daniel Monzón          | Presentador de informativos |
| 2014 | Ocho apellidos vascos | Emilio Martínez-Lázaro | Presentador de informativos |
| 2018 | Superlópez            | Javier Ruiz Caldera    | Presentador de informativos |

### Series de televisión
| Año  | Serie                          | Canal     | Personaje                   | Notas       |
| ---- | ------------------------------ | --------- | --------------------------- | ----------- |
| 1997 | El sueño de una noche... vieja | Antena 3  | Chófer                      | Telefilme   |
| 1999 | La casa de los líos            | Antena 3  | Él mismo                    | 1 episodio  |
| 2003 | Homo Zapping                   | Antena 3  | Él mismo                    | 1 episodio  |
| 2004 | Casi perfectos                 | Antena 3  | Presentador de informativos | 1 episodio  |
| 2015 | Anclados                       | Telecinco | Presentador de informativos | 1 episodio  |
| 2016 | El Príncipe                    | Telecinco | Presentador de informativos | 1 episodio  |
| 2017 | Sé quién eres                  | Telecinco | Presentador de informativos | 1 episodio  |
| 2019 | Secretos de Estado             | Telecinco | Presentador de informativos | 2 episodios |

## Premios y nominaciones
| Año | Categoría                                                              | Resultado                        |
| TP de Oro (Revista Teleprograma)                                                                           | TP de Oro (Revista Teleprograma)                                       | TP de Oro (Revista Teleprograma) |
| --- | ---------------------------------------------------------------------- | -------------------------------- |
| 1991 | Mejor Presentador por Telediario                                       | Nominado                         |
| 2010 | Mejor Presentador de Informativos por Informativos Telecinco           | Nominado                         |
| Antena de Oro (Federación de Asociaciones de Radio y Televisión de España)                                 |                                                                        |                                  |
| 1997 | Televisión por Espejo público                                          | Ganador                          |
| 2009 | Televisión por Informativos Telecinco                                  | Ganador                          |
| 2016 | Televisión por Informativos Telecinco                                  | Ganador                          |
| Premios Iris (Academia de Televisión y de las Ciencias y Artes del Audiovisual de España)                  |                                                                        |                                  |
| 2004 | Mejor Presentador/a de Informativos por 7 días, 7 noches               | Nominado                         |
| 2013 | Mejor Comunicador de Programas Informativos por Informativos Telecinco | Nominado                         |
| 2023 | Premio Iris Especial a la Trayectoria Jesús Hermida                    | Ganador                          |
| Asociación Ruta del Vino de Jumilla                                                                        |                                                                        |                                  |
| 2012 | Insignia de Oro                                                        | Ganador                          |
| Premios Ondas (Prisa)                                                                                      |                                                                        |                                  |
| 2013 | Nacionales de Televisión a Mejor Presentador                           | Ganador                          |
| Premio Nacional de Periodismo Pedro Antonio Alarcón (Ayuntamiento de Guadix)                               |                                                                        |                                  |
| 2017 | 2017                                                                   | Ganador                          |
| Premios Eisenhower (Fundación Eisenhower)                                                                  |                                                                        |                                  |
| 2018 | Por la Defensa de la Libertad de Prensa                                | Ganador                          |
| Junta de Comunidades de Castilla-La Mancha                                                                 |                                                                        |                                  |
| 2021 | Medalla de Oro de Castilla-La Mancha                                   | Ganador                          |
| Premio de Comunicación Manuel Alonso Vicedo (Diputación Provincial de Sevilla y el Ayuntamiento de Gerena) |                                                                        |                                  |
| 2021 | 2021                                                                   | Ganador                          |
| Asociación de la Prensa de Madrid (Premio APM)                                                             |                                                                        |                                  |
| 2023 | Premio APM al Mejor Periodista del Año                                 | Ganador                          |
| Diputación Provincial de Albacete (Medalla de Oro, Honor y Gratitud de Albacete)                           |                                                                        |                                  |
| 2024 | 2024                                                                   | Ganador                          |